# ADH5
ADH5 (англ. Alcohol dehydrogenase 5 (class III), chi polypeptide) – білок, який кодується однойменним геном, розташованим у людей на короткому плечі 4-ї хромосоми.  Довжина поліпептидного ланцюга білка становить 374 амінокислот, а молекулярна маса — 39 724.
| 10         |  | 20         |  | 30         |  | 40         |  | 50         |
| ---------- |  | ---------- |  | ---------- |  | ---------- |  | ---------- |
| MANEVIKCKA |  | AVAWEAGKPL |  | SIEEIEVAPP |  | KAHEVRIKII |  | ATAVCHTDAY |
| TLSGADPEGC |  | FPVILGHEGA |  | GIVESVGEGV |  | TKLKAGDTVI |  | PLYIPQCGEC |
| KFCLNPKTNL |  | CQKIRVTQGK |  | GLMPDGTSRF |  | TCKGKTILHY |  | MGTSTFSEYT |
| VVADISVAKI |  | DPLAPLDKVC |  | LLGCGISTGY |  | GAAVNTAKLE |  | PGSVCAVFGL |
| GGVGLAVIMG |  | CKVAGASRII |  | GVDINKDKFA |  | RAKEFGATEC |  | INPQDFSKPI |
| QEVLIEMTDG |  | GVDYSFECIG |  | NVKVMRAALE |  | ACHKGWGVSV |  | VVGVAASGEE |
| IATRPFQLVT |  | GRTWKGTAFG |  | GWKSVESVPK |  | LVSEYMSKKI |  | KVDEFVTHNL |
| SFDEINKAFE |  | LMHSGKSIRT |  | VVKI       |  |            |  |            |

A: Аланін

C: Цистеїн

D: Аспарагінова кислота

E: Глутамінова кислота

F: Фенілаланін

G: Гліцин

H: Гістидин

I: Ізолейцин

K: Лізин

L: Лейцин

M: Метіонін

N: Аспарагін

P: Пролін

Q: Глутамін

R: Аргінін

S: Серин

T: Треонін

V: Валін

W: Триптофан

Кодований геном білок за функціями належить до оксидоредуктаз, фосфопротеїнів. 
Задіяний у таких біологічних процесах як поліморфізм, ацетиляція. 
Білок має сайт для зв'язування з НАД, іонами металів, іоном цинку. 
Локалізований у цитоплазмі.